# Scuderia Toro Rosso STR12
O Scuderia Toro Rosso STR12 é o modelo de carro de corrida construído pela equipe Scuderia Toro Rosso para a disputa da temporada de 2017, pilotado por Daniil Kvyat, Carlos Sainz Jr., e posteriormente, por Pierre Gasly e Brendon Hartley.
O lançamento do carro ocorreu em 26 de fevereiro.

## Raio X
Dito por muitos fãs como o carro mais bonito do grid, a Scuderia Toro Rosso teve problemas na pré-temporada que fizeram difícil uma avaliação mais profunda. Porém, deve lutar por pontos, podendo até beliscar algum pódio.

## Estatística
| X              | Daniil Kvyat | Carlos Sainz Jr. | Pierre Gasly | Brendon Hartley |
| Pontos         | 5            | 48               | 0            | 0               |
| Vitórias       | 0            | 0                | 0            | 0               |
| Pole Positions | 0            | 0                | 0            | 0               |
| Volta Rápida   | 0            | 0                | 0            | 0               |
| Pódios         | 0            | 0                | 0            | 0               |
| Abandonos      | 6            | 5                | 0            | 2               |